# Solidago nemoralis
Solidago nemoralis é uma espécie de planta pertencente à família Asteraceae. É nativa da América do Norte, onde é amplamente encontrada no Canadá (todas as províncias, excepto Newfoundland e Labrador) e nos Estados Unidos (todos os estados a leste das Montanhas Rochosas). Os seus nomes comuns incluem gray goldenrod, gray-stem goldenrod, old-field goldenrod, field goldenrod, prairie goldenrod, dwarf goldenrod, and dyersweed goldenrod.
Existem duas subespécies:
- Solidago nemoralis ssp. decemflora
- Solidago nemoralis ssp. nemoralis